# Agathis atropurpurea
Agathis atropurpurea (ook bekend als Zwarte kauri, Engels: black kauri of blue kauri) is een conifeer uit de apenboomfamilie (Araucariaceae). De soort komt alleen voor in Queensland (Australië) en staat op de Rode Lijst van de IUCN geklasseerd als 'gevoelig'.

## Verspreiding en habitat
De zwarte kauri is endemisch in de kustgebieden in het noordoosten van Queensland. De plant wordt doorgaans aangetroffen in regenwouden op bergruggen, die bestaan uit stollingsgesteente zoals graniet en ryoliet. De soort komt voor op hoogtes tussen de 750 en 1500 meter boven zeeniveau. Het gebied waar de soort voorkomt strekt zich uit van de berg Mount Pieter Botte in het noorden tot de berg Mount Bartle Frere in het zuiden. De regenwouden waar de soort groeit zijn rijk aan klimplanten, varens, mossen en bryofyten. Andere boomsoorten die in hetzelfde gebied als de zwarte kauri voorkomen zijn Balanops australiana, Elaeocarpus-soorten, Trochocarpa bellendenkerensis en Uromyrtus-soorten.